# Скородумка (Болховский район)
Скородумка — деревня в Болховском районе Орловской области. Входит в Злынское сельское поселение. Население — 7 чел. (2010).

## География
Деревня находится в северной части Орловской области, в лесостепной зоне, в пределах центральной части Среднерусской возвышенности. Расположена на берегу реки Нугрь.
Уличная сеть представлена одним объектами: Луговая улица.
Географическое положение: в 13 километрах от районного центра — города Болхов, в 44 километрах от областного центра — города Орёл и в 290 километрах от столицы — Москвы.
Часовой пояс
Деревня Скородумка, как и вся Орловская область, находится в часовой зоне МСК (московское время). Смещение применяемого времени относительно UTC составляет +3:00.
Климат близок к умеренно-холодному, количество осадков является значительным, с осадками даже в засушливый месяц. Среднегодовая норма осадков — 627 мм. Среднегодовая температура воздуха в Болховском районе — 5,1 °C.

## Население
Проживают (на 2017—2018 гг.) 8 жителей в семи дворах, один — от 18 до 30 лет, один — от 30 до 50 лет, четверо — от 50 до 60 лет и трое — старше 60 лет.
| 2010 |
| ---- |
| 7    |

Гендерный состав
По данным Всероссийской переписи населения 2010 года в гендерной структуре населения мужчины составляют 42,9% (3 чел.), женщины — 57,1% (4 чел.).

## Инфраструктура
Нет данных.